# 单龙寺镇
单龙寺乡是安徽省霍山县所辖的一个乡，位于佛子岭水库上游，县境东南部。全乡面积137平方千米，邮政编码237246，乡政府驻本乡东风桥村。单龙寺乡所辖扫帚河村被评为六安市生态示范村。

## 行政隶属
中国安徽省六安市霍山县

## 地理位置
单龙寺乡位于大别山北麓，佛子岭水库上游，是一个山区乡镇。单龙寺乡东部与本县东西溪乡、与儿街镇接壤，北部毗邻衡山镇，西部紧靠佛子岭镇，西南紧靠磨子潭镇。